# Syncyamus pseudorcae
Syncyamus pseudorcae är en kräftdjursart som beskrevs av Bowman 1955. Syncyamus pseudorcae ingår i släktet Syncyamus och familjen vallöss. Inga underarter finns listade i Catalogue of Life.